# Слънчеви очила
Слънчевите очила са форма на защитни очила, предназначени предимно да предпазват очите от увреждане или дискомфорт причинени от ярка слънчева светлина и високоенергийна видима светлина (400 – 450 nm) . Понякога те могат да функционират и като визуална помощ, тъй като съществуват различни термини, наречени очила, с оцветени, поляризирани или потъмнели лещи. В началото на 20 век те са били известни и като измамници на слънцето (измамниците тогава са били американски жаргонен термин за очила).
От 1930-те години слънчевите очила са популярен моден аксесоар, особено на плажа.